# Mengíbar
Mengíbar és un municipi de la província de Jaén (Espanya), situat a 21 km de la capital provincial, Jaén, i a 323 km de la ciutat de Madrid, amb 9.048 habitants (2005, INE) i una extensió de 62 km². Pertany a l'Àrea metropolitana de Jaén.